# Cyanocitta
Cyanocitta là một chi chim trong họ Corvidae.

## Các loài
- Giẻ cùi lam (Cyanocitta cristata) gồm có 4 phân loài
- Giẻ cùi Steller (Cyanocitta stelleri) gồm 16 phân loài

## Hình ảnh

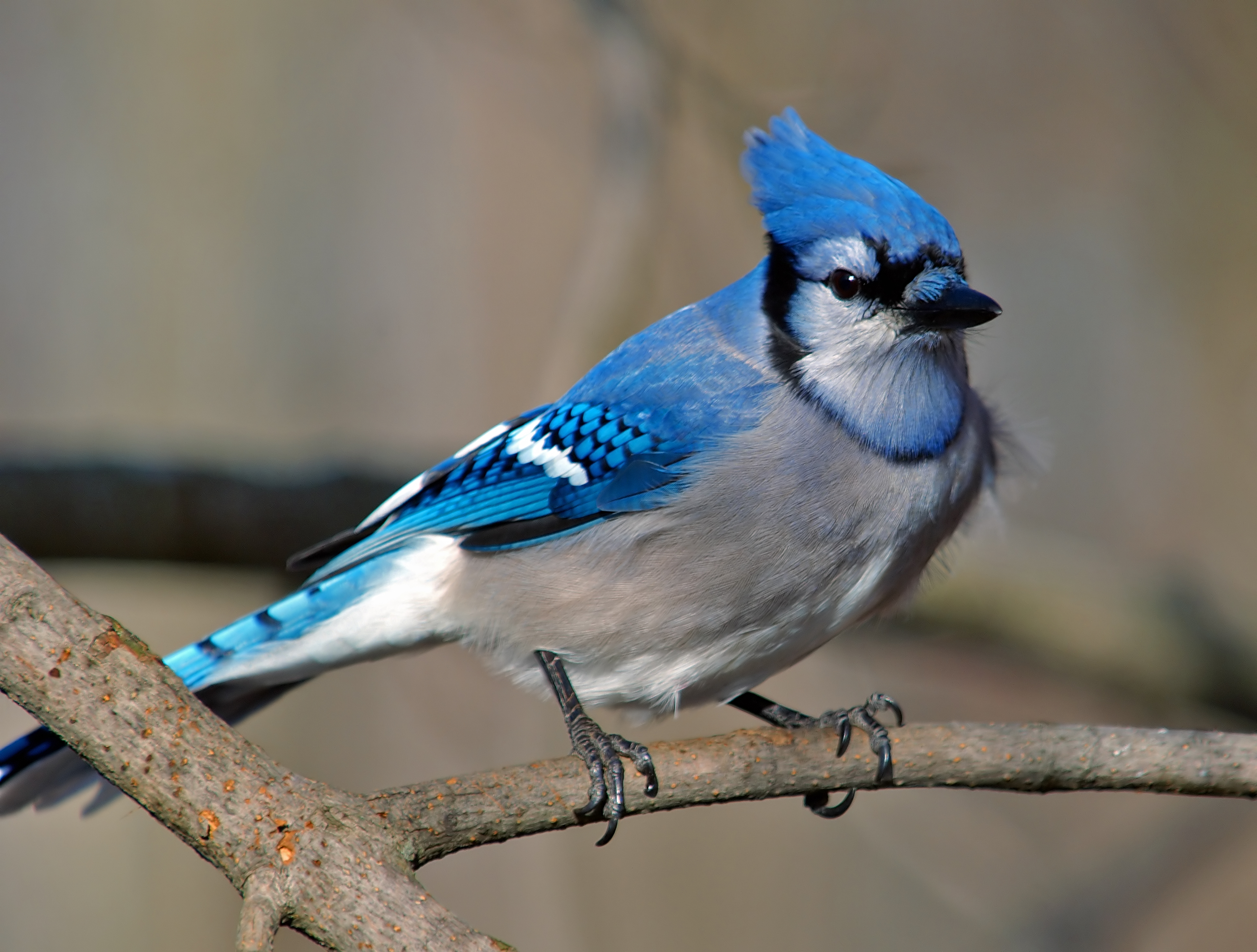
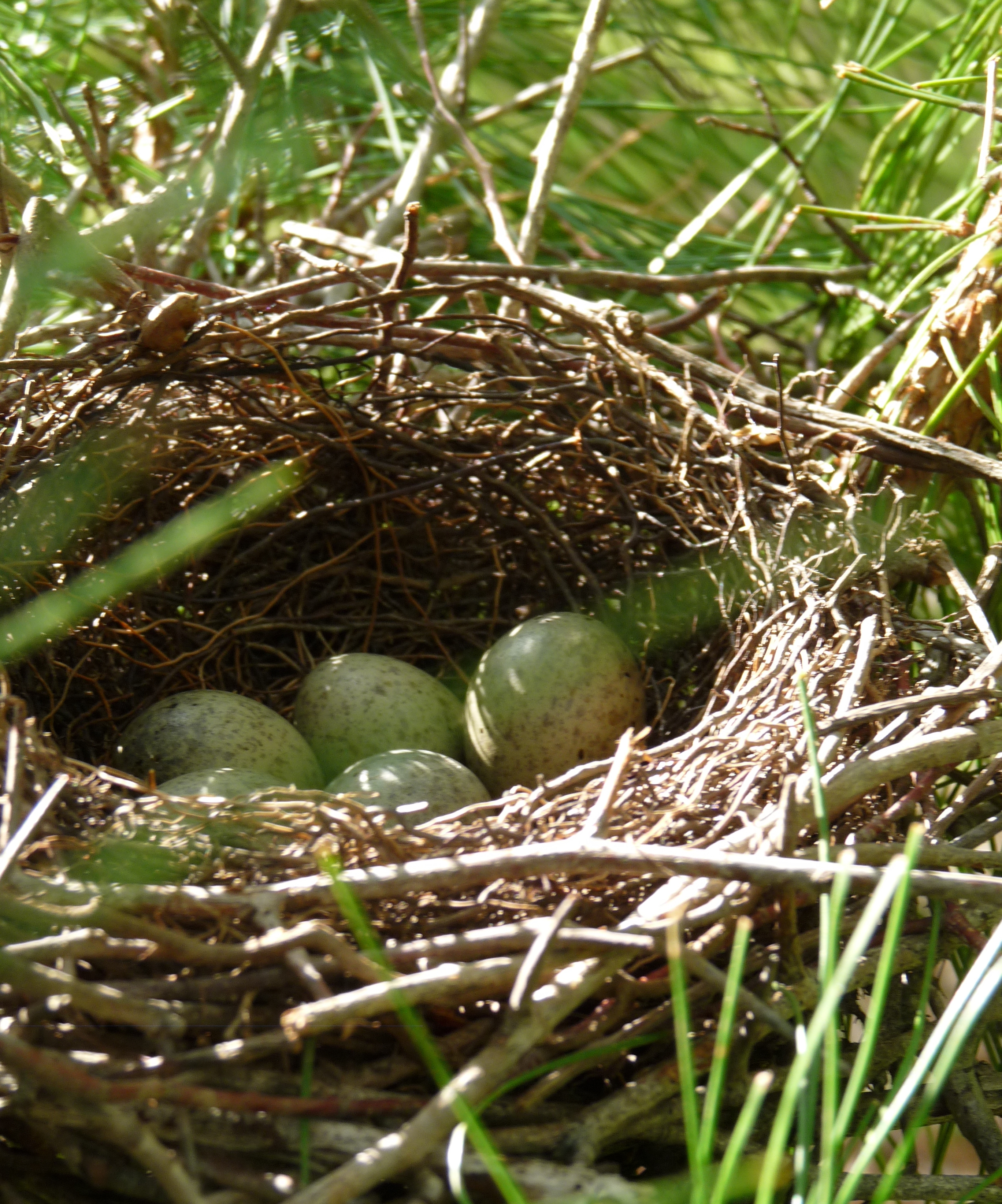
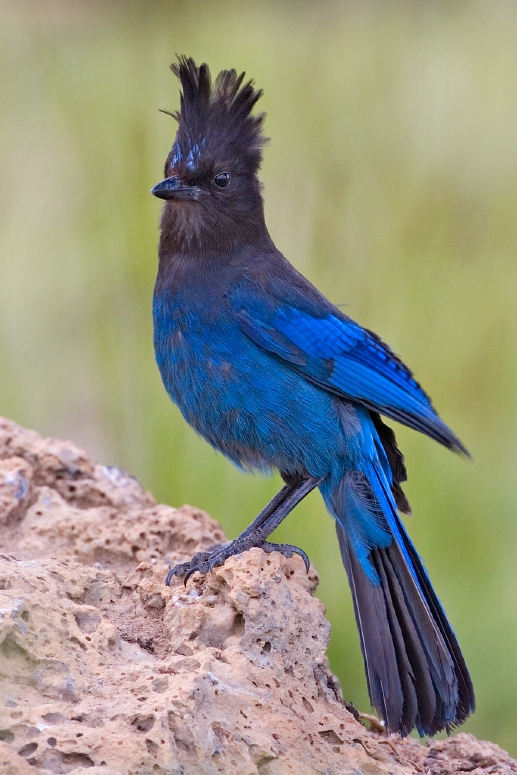
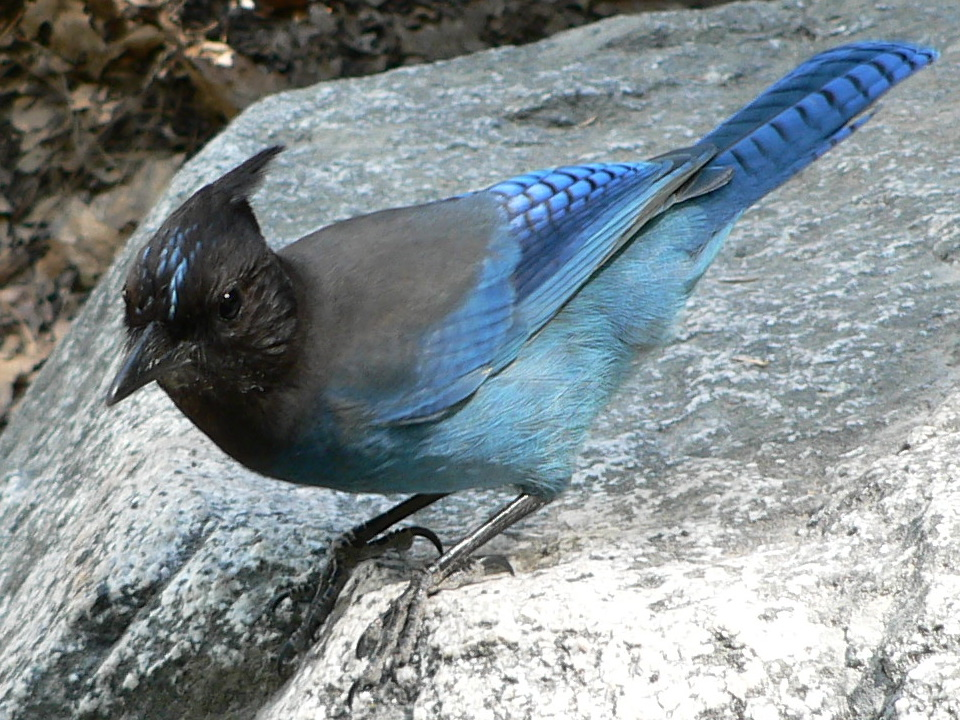